# 盧卡·里戈尼
盧卡·里戈尼（義大利語：Luca Rigoni；1984年12月7日—）是一位意大利足球運動員。在場上的位置是中場。他也代表意大利各級國青隊參賽。他的弟弟尼古拉·里戈尼也是一位足球運動員。